# CG3+2
CG3+2 — студийный альбом группы «California Guitar Trio», записанный совместно с басистом Тони Левином и ударником Пэтом Мастелотто, и выпущенный в 2002 году.

## Описание

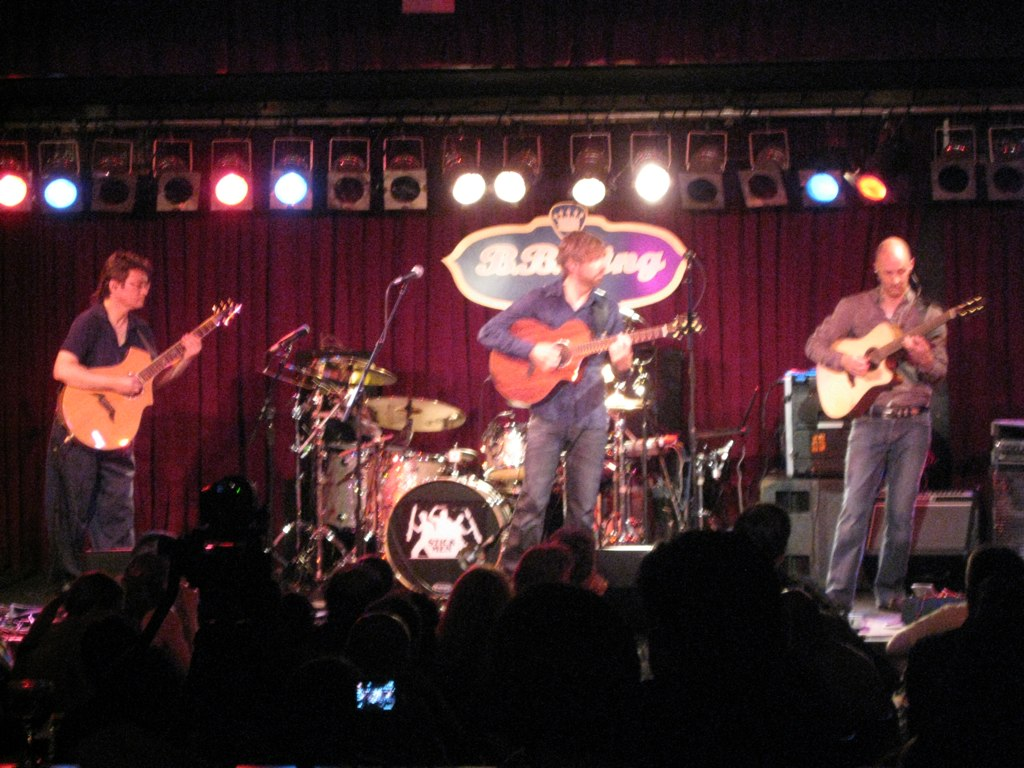
«California Guitar Trio» на сцене

Сотрудничество «California Guitar Trio» с Тони Левином и Пэтом Мастелотто началось с совместных концертных туров. В 2001 году был издан их концертный альбом «Live at the Key Club». В том же году в первых числах сентября они записали свой концертный репертуар в «Wire Studio» — студии, находящейся в Остине, штат Техас (США). Год спустя этот материал был выпущен в США и России под названием «CG3+2» на немецком инди-лейбле «Inside Out Music». Альбом стал первым после заключения «California Guitar Trio» договора с этим лейблом звукозаписи, вторым стал — «Christmas Album», который до этого был доступен только через интернет.
Пэт Мастелотто рассказал о записи «CG3+2» следующее:

Я получил так много удовольствия от нашего тура с «California Guitar Trio» и Тони по западному побережью, что спросил у них, не могли бы мы это повторить, и мы это сделали. Сразу после шоу с «King Crimson» в Мексике я прилетел в Солт-Лейк, чтобы начать тур CG3+2 по США. Тур должен был завершиться в Остине, поэтому я нашёл там доступную студию […] с подходящей изоляцией и расположением, так что все пятеро из нас могли видеть друг друга, когда мы играли вживую.
По словам Мастелотто, он всю ночь готовил студию к записи, но после прибытия остальных участников группы на подготовку ушло ещё 8 часов (ударные и бас-гитара записывались на магнитную ленту, гитары — на Pro Tools). Весь материал для альбома, включая джемы, был записан в течение последовавших сорока восьми часов.
В состав «CG3+2», «исследующего территории кинетического рока», были включены песни «California Guitar Trio», несколько «серьёзных пост-роковых номеров», написанных CGT вместе с Левином и Мастелотто, кавер-версии «Heart of the Sunrise» группы «Yes» и «Dance of Maya» Джона Маклафлина, а также две традиционные японские мелодии.
Одна из японских песен — «Zundoko-Bushi» — переплетена со вставками из «21st Century Schizoid Man» и «Vrooom» группы «King Crimson» и записана в «хулиганской буги-версии». Оригинальной обработке была подвержена и вторая традиционная японская мелодия «Hanagasa», для записи которой, по предположению одного из рецензентов, музыканты использовали щипковую технику игры на гитаре.

## Отзывы
«CG3+2» предшествовал студийный альбом калифорнийского трио «Christmas Album». По мнению обозревателя Звуки.ру Дмитрия Бебенина, после «сусального» альбома с рождественскими песнями «с его отмороженным техническим совершенством при игре в акустике на предельно мёртвом звуке» альбом «CG3+2», в записи которого приняла участие ритм-секция из «King Crimson», оказался «вкусным и ядрёным». Бебенин отметил удачное сочетание акустического звучания с электрическим, а также впечатляющее разнообразие использованных в записи гитар: акустических и электрических, шести- и семиструнных, тенор-гитары, мандо-челло.
Ближе к концу сложность альбома нарастает вместе с появлением причудливых джемов, по сравнению с которыми современные высокотехнологичные треки из рок-чартов кажутся инфантильными. CGT являются силой, с которой нужно считаться, они являются распространителями настоящей музыки, той, в которой чувства превалируют над технологией.
Обозреватель All Music Guide Франсуа Кутюр счёл «CG3+2» довольно скудным, только половина материала была новой для поклонников группы. По его мнению, джемы, созданные совместно всем составом «CG3+2», не оказались столь удовлетворительными, энергичными или красивыми как композиции, написанные «California Guitar Trio», в частности, «Skyline» и «Eve». «Melrose Avenue» «Blockhead» и «Train to Lamy» из первых двух альбомов «California Guitar Trio» страдают, по мнению рецензента, от некоторой «передержки», но переработанная «Melrose Avenue» представляет собой отличный «драйвовый» трек, открывающий альбом. Лучшими композициями в альбоме Кутюр счёл кавер-версии, которыми славится «California Guitar Trio». В этом альбоме ими стали «Heart of the Sunrise», виртуозная «Dance of Maya» и две переработанные традиционные японские песни.
Роман Сокаль в рецензии для «Exclaim!» сравнил приглашение Левина и Мастелотто с добавлением «аромата к нежным и замысловатым мелодиям» CGT. Режан Бокаж в канадском издании «Voir» отметил тесную связь между трио гитаристов и «King Crimson», вспомнив, что Ламс, Мория и Ричардс познакомились на семинарах, которые давал Роберт Фрипп, а через несколько лет после этого они создали «California Guitar Trio». По мнению рецензента, прогрессивный рок у CGT в сотворчестве с Левином и Мастелотто получился очень эклектичным, но «химия работает», в альбоме смешаны удивительные и разнообразные элементы, записанные на высоком профессиональном уровне.
Обозреватель Роберт Сильверстайн назвал лучшим треком альбома кавер «Heart of the Sunrise», в котором гитарное трио вместе с «мощной командой» (Левином и Мастелотто) достигают пика в своём инновационном инструментальном прочтении классической прог-рок композиции. Стефани Соллоу в обзоре для сайта progressiveworld.net отметила последние две композиции альбома как наиболее интересные и артистические.

## Список композиций
| №   | Название               | Автор(ы)                                                                                   | Длительность |
| --- | ---------------------- | ------------------------------------------------------------------------------------------ | ------------ |
| 1.  | «Melrose Avenue»       | Берт Ламс / Хайдо Мория / Пол Ричардс                                                      | 2:18         |
| 2.  | «Skyline»              | Берт Ламс / Хайдо Мория / Пол Ричардс                                                      | 4:42         |
| 3.  | «Dancing Anne»         | Хайдо Мория                                                                                | 3:38         |
| 4.  | «Heart of the Sunrise» | Джон Андерсон / Билл Бруфорд / Крис Сквайр                                                 | 7:15         |
| 5.  | «Hanagasa»             | народная музыка                                                                            | 3:33         |
| 6.  | «Zundoko-Bushi»        | Роберт Фрипп / Грег Лейк / Иэн Макдональд / Майкл Джайлз / Питер Синфилд / народная музыка | 3:37         |
| 7.  | «Blockhead»            | Берт Ламс / Хайдо Мория / Пол Ричардс                                                      | 3:47         |
| 8.  | «Dance of Maya»        | Джон Маклафлин                                                                             | 7:14         |
| 9.  | «Swampy Space»         | Берт Ламс / Тони Левин / Пэт Мастелотто / Хайдо Мория / Пол Ричардс / Билл Муньон          | 3:40         |
| 10. | «Swampy Return»        | Берт Ламс / Тони Левин / Пэт Мастелотто / Хайдо Мория / Пол Ричардс / Билл Муньон          | 2:10         |
| 11. | «Train to Lamy»        | Берт Ламс / Хайдо Мория / Пол Ричардс                                                      | 5:13         |
| 12. | «Eve»                  | Пол Ричардс / Берт Ламс / Хайдо Мория                                                      | 4:16         |
| 13. | «What I Am»            | Берт Ламс / Тони Левин / Пэт Мастелотто / Хайдо Мория / Пол Ричардс / Билл Муньон          | 6:28         |
| 14. | «The Chase»            | Берт Ламс / Тони Левин / Пэт Мастелотто / Хайдо Мория / Пол Ричардс / Билл Муньон          | 7:39         |

## Участники записи
California Guitar Trio:
- Берт Ламс — гитара, тенор-гитара; продюсирование
- Хайдо Мория — гитара, слайд-гитара; продюсирование
- Пол Ричардс — гитара, мандо-челло; продюсирование

Приглашённые музыканты:
- Тони Левин — бас-гитара, стик; продюсирование
- Пэт Мастелотто — ударные; продюсирование

Иные лица, участвовавшие в создании альбома:
- Билл Муньон — продюсирование, звукорежиссирование
- Тодд Диллон — помощник звукорежиссёра
- Дэвид Синглтон — мастеринг
- Алекс Манди — мастеринг
- Джим Уилсон — дополнительный мастеринг
- Иоаннис — арт-директор, дизайн, цифровые картины, фотографии
- Алан Чаппел — арт-директор, дизайн